# Kaena, la prophétie
Pour plus de détails, voir Fiche technique et Distribution.
Kaena, la prophétie, est un film d'animation français de science-fiction réalisé par Chris Delaporte, sorti en 2003. C'est le 1er long métrage d'animation français à avoir été entièrement réalisé en 3D. Le film a fait l'objet d'une novélisation du même nom par le romancier Pierre Bordage.

## Synopsis
Axis est une gigantesque planète-arbre. Cent cinquante kilomètres de racines et de branches entrelacées au cœur desquelles, coincée entre deux épaisses couches de nuages, vit une communauté d'êtres humains menacée d'extinction. Seule une jeune fille, Kaena, osant braver l'autorité du grand prêtre, se lance dans un périlleux voyage au terme duquel elle découvre quels sombres desseins se cachent derrière les mystérieux nuages d'Axis.

## Fiche technique
- Titre : Kaena, la prophétie
- Réalisation : Chris Delaporte
  - Coréalisation : Pascal Pinon
- Scénario : Tarik Hamdine et Chris Delaporte, avec la collaboration de Kenneth Oppel
  - D'après une histoire de Patrick Daher et Chris Delaporte
  - Dialogues : Pierre Bordage, Alejandro Jodorowsky et Benjamin Legrand
- Musique : Farid Russlan
- Producteurs : Denis Friedman et Marc Du Pontavice
- Sociétés de production : Studiocanal
- Studio : Xilam Films
- Pays d'origine :  France
- Langue originale : français
- Durée : 88 minutes
- Budget : 14,5 millions d'euros[1]
- Classification :  France : tous publics
- Date de production : 2003
- Date de sortie : 
  - France : 4 juin 2003

## Distribution

### Voix françaises
- Cécile de France : Kaena
- Victoria Abril : la reine des Sélénites
- Michael Lonsdale : Opaz
- Jean Piat : le prêtre
- François Siener : Voxem
- Jean-Michel Farcy : Assad
- Raymond Acquaviva : Gommy

## Production
Chris Delaporte, qui avait précédemment travaillé au jeu vidéo Heart of Darkness, quitte le studio Amazing Studio pour s'associer avec Patrick Daher ; tous deux commencent par concevoir un projet de jeu vidéo titré Gaina. Après un an, les deux concepteurs rencontrent Denis Friedman, créateur du studio Chaman, qui les convainc de développer leur univers sur plusieurs supports : ils préparent alors un pilote destiné à la télévision, d'une durée de 52 minutes, qui reçoit un accueil favorable au Marché international des programmes de télévision (MIP TV), et ils décident finalement de développer un long-métrage. La production du film Kaena proprement dit démarre en 1997 et prend six ans.

## Univers
L'Axe (ou Axis) est le monde dans lequel se déroule l'histoire de Kaena, la prophétie. Contrairement aux autres mondes que l'on rencontre habituellement dans les univers de fiction, celui-ci est vertical.

### Village
Le village de Kaena est situé au centre de l'Axe, coincé entré deux couches de nuages, au-delà desquelles personne ne s'aventure. Il abrite près de 200 personnes, dans des huttes fabriquées à partir de matières végétales. 
Les villageois, humains, ont comme principale occupation la récolte de sève, leur servant à fabriquer leurs objets usuels. Une grande partie des récoltes est destinée aux offrandes réclamées par les dieux. Par crainte de ces derniers, ils travaillent dur pour les satisfaire, quitte à mettre en péril l'équilibre biologique de l'Axe. Ils élèvent aussi des vermifugus, principale source de nourriture.
Les vermifugus, créés par Axis, sont des vers mesurant un peu plus d'un mètre. Contrairement aux oligocantes, les vermifugus sont primitifs et ne servent qu'à nourrir les humains. 

### Base vécarienne
Cette structure complexe de métal, baignée d'une lumière bleutée, est située à l'extrémité supérieure d'Axis. Il s'agit en réalité d'un vaisseau spatial conçu par Opaz et ses vers avec les restes du vaisseau écrasé sur Axis, afin de lui permettre de regagner sa planète.
Le peuple extraterrestre des Vécariens, originaire d'une lointaine planète, possède une apparence humanoïde et des valeurs pacifistes. Alors qu'ils cherchaient une planète plus accueillante, leur vaisseau s'est écrasé sur Astria. Opaz est le dernier survivant de son espèce, éjecté dans une capsule juste avant le crash, alors qu'il était encore un enfant. Le savoir de ce peuple est contenu dans un puissant ordinateur, le vecanoï. 
Les Oligocantes sont une forme plus sophistiquée de vers, les Oligocantes doivent leur évolution à Opaz. Il leur a enseigné le langage humain, et les a dotés d'un corps artificiel mécanisé.

### Cité sélénite
La cité sélénite s'est construire autour de l'épave du vaisseau vécarien, sur Astria. La sève d'Axis, que les humains déversent dans le « puits des dieux », y coule en continu.
Les sélénites sont des créatures nées sur Astria. Elles sont composées d'énergie pure. Elles ne se matérialisent que grâce à la sève. Elles s'organisent en monarchie, gouvernées par une reine, assistée du chambellan Voxem. Le crash du vaisseau vécarien et la croissance d'Axis, absorbant toute la sève, les ont affaiblis et les menacent d'extinction. Les sélénites se regroupent au pied d'Axis où ils mènent maintenant une vie recluse. Ils ont réduit en esclavage les humains, qui leur fournissent la sève nécessaire à leur survie.
Le « soleil bleu » vu en rêve par Kaena est en fait un des composants principaux, le Vécanoï, de l'ancien vaisseau qui s'est écrasé sur Astria. Absorbant la sève d'Axis à son profit, il en prive les sélénites qui tentent donc de le combattre depuis plusieurs centaines d'années, en vain. Kaena a été choisie par Vécanoï pour le libérer et ainsi permettre aux habitants d'Axis d'aller vivre sur la planète jumelle.

### Faune de l'Axe
La faune de l'Axe est assez pauvre. On y trouve :
- Le sharken, monstre volant carnivore. Sa longueur moyenne est de huit mètres. Il évolue dans les airs autour de l'Axe et utilise sa longue langue pour attraper ses proies à travers les branches d'Axis. Malgré la peur qu'il leur inspire, le sharken est considéré comme un symbole de liberté par les humains.
- Le maraudeur, féroce prédateur de six mètres de haut. Il se déplace dans les couches nuageuses inférieures et détecte ses proies grâce à leurs mouvements. Voxem peut, grâce à ses pouvoirs télékinésiques, voir à travers ses yeux et le contrôler.
- Le goordak, sorte grosse limace qui transforme la sève en eau. Elle est pressée par les habitants d'Axis pour boire, avant de la manger.